# Castello di Senarega
Il castello di Senarega è un edificio storico situato nel borgo frazionario di Senarega nel comune di Valbrevenna, nella città metropolitana di Genova. Il castello-torre, denominato anche Senarega-Fieschi dal nome delle due principali famiglie nobiliari che si susseguirono nella proprietà, è ubicato nella pendice più alta del borgo e, in particolare la torre, è ben visibile e svettante tra le case e stradine del paese.
L'edificio è sottoposto a vincolo da parte della Soprintendenza per i beni archeologici della Liguria.

## Storia

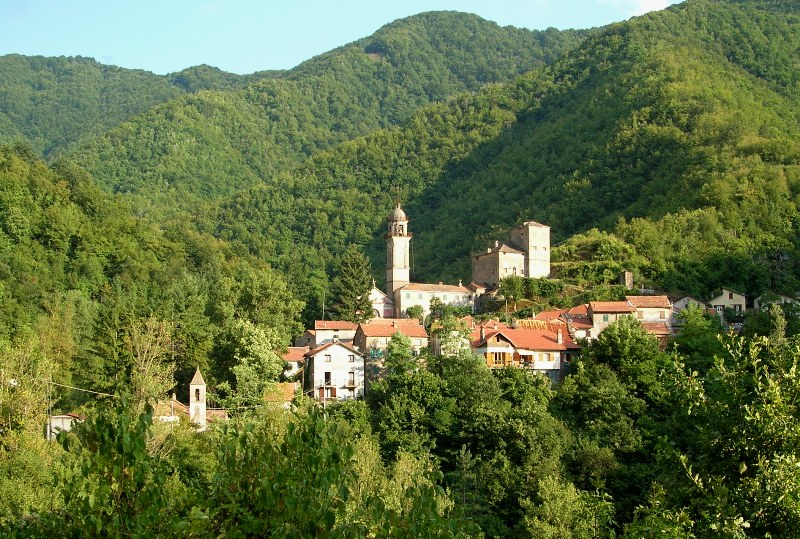
Il borgo di Senarega con, alla sommità, il castello-torre.

Alcune fonti storiche attestano già al XIII secolo la presenza di un primo edificio, probabilmente la torre, che originariamente doveva avere funzione d'avvistamento e di difesa del piccolo borgo di Senarega. Furono ancora i signori di Senarega che, nel XV secolo, costruirono l'attiguo palazzetto nelle forme semplici e squadrate.
La proprietà sul borgo, e quindi del castello, passarono dal 1685 ai Fieschi, conti di Lavagna, del ramo di Savignone. Altre fonti attestano invece già il XV secolo come periodo di passaggio delle proprietà.
Durante la lunga signoria fliscana, che perdurò fino al 1797 col Primo Impero francese di Napoleone Bonaparte in Liguria, e che portò alla soppressione dei feudi imperiali, l'edificio era utilizzato con funzioni amministrative e i sotterranei adibiti a prigione. Di proprietà della locale parrocchia dal 1838, intorno agli anni ottanta del Novecento ospitò una comunità di recupero per persone vittime di dipendenza, sino alla chiusura e al successivo inutilizzo del sito.
Nel 2014 il castello è stato acquisito, insieme con il vicino oratorio, in comodato trentennale dall'Ente Parco dell'Antola che, in collaborazione con l'amministrazione comunale valbrevennese e grazie a un finanziamento europeo di 1,2 milioni di euro, ha realizzato il restauro. La gestione è stata affidata all'agriturismo il Pioppo della famiglia Sciutto, che ha affittato le camere ai turisti per alcuni anni per poi passare la gestione a un consorzio d'aziende sino al 2021, quando il gestore Orio Sciutto è mancato a 58 anni. L'unico residente del borgo al 2023 è il figlio Ettore Sciutto.

## Descrizione
La struttura della castello-torre si presenta in uno stile geometrico semplice e lineare, ben inserito nell'insieme delle sottostanti case in pietra formanti il paese, se pur con un buon numero di stanze per la residenza nobiliare. Nel piano terra è ubicato un grande camino a servizio dell'ampia stanza, mentre al piano superiore doveva trovarsi, per l'annerimento dei locali, il forno a legna per la cottura del pane e dei cibi. Da qui si accedeva alla duecentesca torre e ad altre due stanze con feritoie. Il complesso era altresì collegato, attraverso passaggi sotterranei, alla vicina chiesa parrocchiale di Santa Maria Assunta.
Nonostante il castello mai conobbe eventi bellici di rilievo, il palazzetto disponeva di un'apposita stanza delle torture con anelli appesi al soffitto e alle pareti. Inoltre è stata rilevata una botola nel pavimento, coperta da due tavole in legno, dove presumibilmente venivano fatti cadere i condannati i quali, dopo il passaggio in una specie di scivolo tra lame di ferro disposte orizzontalmente, morivano decapitati e gettati in un locale o al di fuori del castello.